# Dorival Resende
Dorival Rezende da Silva (Uberaba, 20 de outubro de 1944 - Santo André, 13 de junho de 1983) foi um político brasileiro. Foi prefeito da cidade de Mauá.

## Biografia
Filho de José Rezende da Silva e Adebrair Ribeiro da Silva, nasceu em 20 de outubro de 1944, na cidade mineira de Uberaba. Ainda em sua cidade natal, Dorival participava de movimentos e de centros acadêmicos. Sempre esteve ligado ao teatro, e foi atleta, chegando a ser campeão mineiro de natação.
Fez Odontologia pela Faculdade de Odontologia de Uberaba, sendo que lá conheceu sua futura esposa Ana Lúcia Amorim. Ambos noivaram, mas Ana Lucia precisou se mudar para Salvador em 1968. Formou-se em 1970 e como muitos de seus colegas de profissão, veio para São Paulo iniciar sua vida profissional. Mauá, por sinal, possui entre seus moradores grande quantidade de mineiros e descendentes de mineiros. Dorival foi primeiramente para Diadema e depois para Mauá, abrir seu consultório.
Em 1972, Dorival e Ana casaram-se em Uberaba. Moraram na Avenida Barão de Mauá, no centro, onde atualmente se localiza a Loja Sasaki. Com sua Clínica Odontológica, Dorival Rezende foi criando contatos e laços sociais com a cidade adotiva e seus habitantes.

## Prefeito de Mauá
Convidado pelo então Prefeito Amaury Fioravanti, Dorival Rezende lançou-se candidato a prefeito pela situação. Elegeu-se, pelo MDB em sua primeira eleição, em 1976, tendo Éden Brasil da Paz como seu vice, derrotando no pleito Manoel Moreira, da ARENA. Em 1977 foi empossado, devendo cumprir mandato até 1981, mas, ao final de seu mandato, foi informado que deveria permanecer em "mandato-tampão" até 1983, para que as eleições mauaenses coincidissem com as de todas as outras Prefeituras, em um calendário unificado nacional.
Foi o primeiro prefeito a ter a Cerimônia de Posse realizada no atual Paço Municipal. Vinte dias depois da cerimônia de posse, nasceu seu primeiro filho, Rafael.
Sua esposa, Ana Lúcia, assumiu a Comissão de Orientação e Promoção Social da Prefeitura, responsável por medidas de assistência social, além de oferecer cursos e remédios, e ainda realizar campanhas e eventos com fins beneficentes. A comissão ainda oferecia transporte gratuito para que moradores carentes fossem tratar-se  com especialistas em São Paulo, caso não houvesse tratamento no município. Na época, Mauá recebia um grande fluxo de migrantes vindos de outros estados, especialmente do Nordeste, indo morar em bairros novos, carentes, não planejados, com pouca ou nenhuma infraestrutura, dando origem a bolsões de pobreza.
Durante seu governo, a Estação de trens de Mauá foi reformada pelo Governo Federal, ganhando novas plataformas e estrutura. Foi entregue em 27 de março de 1978, com a presença do Ministro dos Transportes, Dirceu Araújo Nogueira. Em sua gestão, Dorival inaugurou em 1982, com a presença do governador Paulo Maluf a antiga Rodoviária em frente ao Paço Municipal. Ainda em sua gestão, a Prefeitura inaugurou o Viaduto da Saudade.
Durante seu governo, a Prefeitura apoiou  o futebol profissional. Em 1977, Dorival entrou em contato com o presidente do Corinthians, Vicente Matheus, propondo a concessão ou doação do terreno do Estádio Municipal, com obra parada e inacabada a quase uma década, para que o Clube da Capital, construísse ali o seu estádio. O Prefeito objetivava ainda mais: há anos havia o projeto de avenida ligando Mauá desde a Via Dutra até Embu das Artes, passando por Via Anchieta e Rodovia dos Imigrantes. Mas, de todo o grandioso e importante projeto, o Governo Estadual havia feito apenas a Avenida Papa João XXIII, ligando o sertãozinho ao centro, e sem asfalto, apenas terra batida. Dorival esperava que, com a construção do estádio do Clube Gigante da Capital, e o consequente afluxo de milhares de torcedores semanalmente à cidade, o Estado fosse obrigado e terminar de construir a Grande obra viária. Porém, o acordo entre Prefeitura e Corinthians não deu certo, o estádio só foi concluído e inaugurado na gestão do Prefeito seguinte, e as obras viárias foram concluídas apenas duas décadas depois, com o Complexo Viário Jacu Pêssego e o Rodoanel Mário Covas. A Prefeitura, sob seu comando, apoiou a fundação do primeiro clube de Futebol profissional do Município, o Grêmio Esportivo Mauaense, em 1981.
Durante seu mandato, uma antiga reivindicação dos moradores da região do Bairro Guapituba, foi atendida. Desde 1972 queriam que a parada de trens local, sob propriedade e administração Federal, parada que não tinha estrutura e onde ocorriam muitas mortes por atropelamento fosse substituída por uma estação oficial estruturada e perene. A Estação Guapituba, hoje sob gestão da Companhia Paulista de Trens Metropolitanos foi confirmada e começou a ser construída ainda em seu governo, sendo, no entanto, inaugurada apenas em 4 de junho de 1983, já pela gestão seguinte.
Seu mandato foi até 31 de janeiro de 1983. Pouco mais de quatro meses depois de sair da Prefeitura, em 13 de junho de 1983, é assassinado a tiros em uma churrascaria de Santo André por motivos passionais.